# Ration alimentaire de l'armée américaine

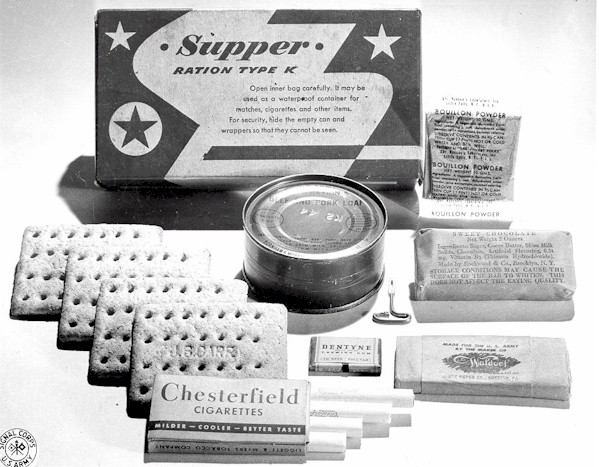
Une ration alimentaire américaine (la ration K) durant la Seconde Guerre mondiale.

La ration alimentaire de l'armée américaine est la ration alimentaire fournie aux soldats des forces armées des États-Unis.
Comme toutes les rations alimentaires militaires, elle est faite pour :
- être distribuée rapidement ;
- être préparée et consommée sur le champ de bataille ;
- être conservée durant de longues périodes dans des conditions difficiles.

## Historique

### XVIIIeetXIXesiècles

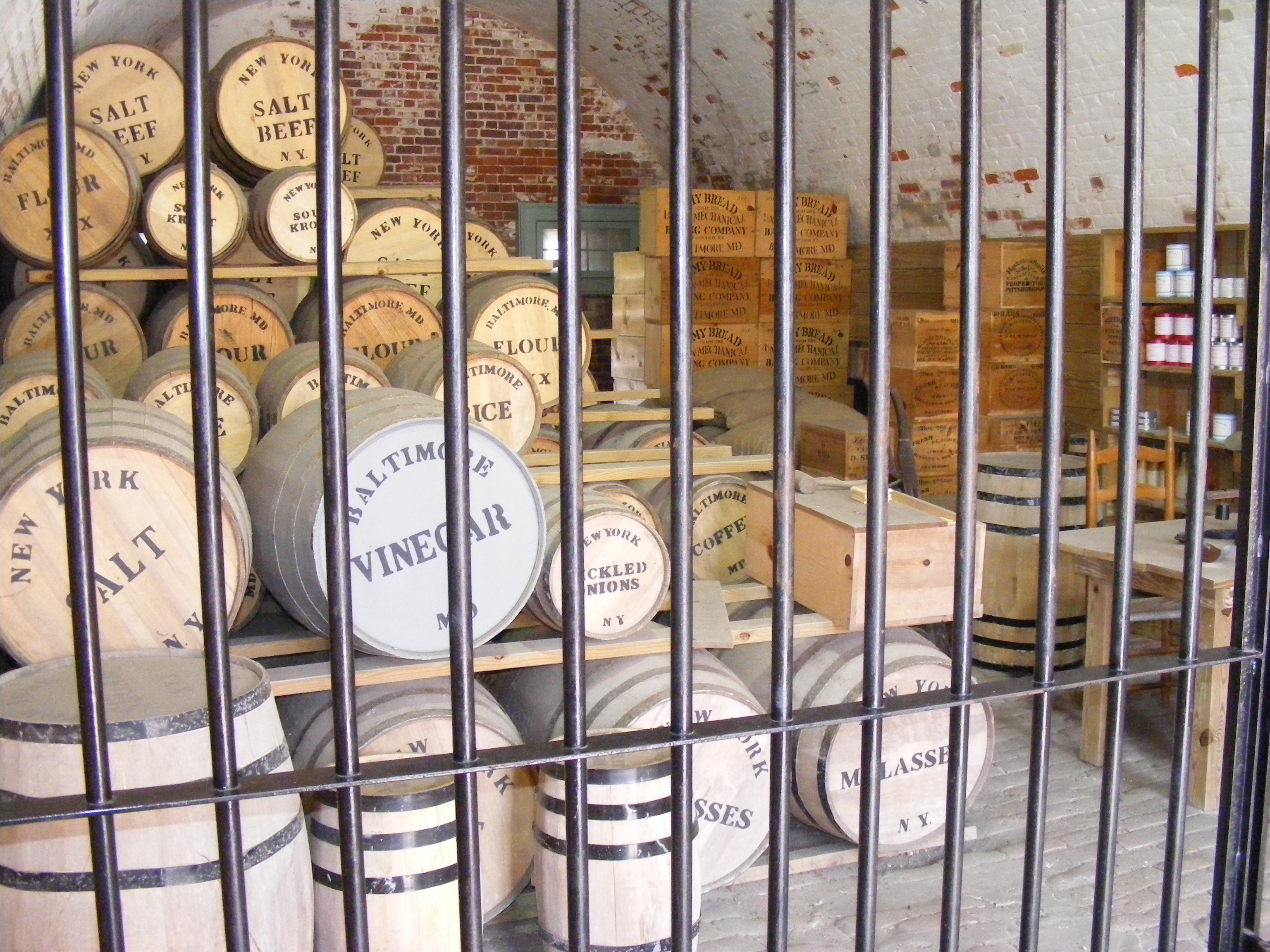
Stockage de rations de la période de la guerre de Sécession.

De la guerre d'indépendance à la guerre hispano-américaine, la ration de l'armée américaine, telle que décrétée par le Congrès continental, a été la ration de garnison constituée de viande ou de poisson salé, de pain ou de biscuits de mer et de légumes.
Il y avait aussi une ration de spiritueux. En 1785, elle a été fixée à 4 onces de rhum, puis réduite à 2 onces de whisky, brandy, ou rhum en 1790. En 1794, les troupes sur le point d'engager le combat ou qui étaient affectées à un service frontalier pouvaient recevoir une double ration de 4 onces de rhum ou de whisky. Cette disposition a été étendue en 1799 afin d'inclure les troupes accomplissant des corvées. Elle a été abandonnée en 1832, et remplacée par une ration de café et de sucre, et augmentée en 1836. En 1846, une ration de spiritueux a été rétablie pour les troupes engagées dans la construction ou l'arpentage, puis abandonnée en 1865.
Pendant la guerre de Sécession, les deux armées se sont battues pour nourrir correctement leurs soldats. Les difficultés de la logistique alimentaire ont conduit à une multitude de rations.

### Première Guerre mondiale
Durant la Première Guerre mondiale, trois types de rations alimentaires ont été utilisées au sein des forces armées américaines :
- La Iron Ration, ou Emergency ration,
- La Trench Ration,
- La Reserve Ration.

#### Iron Ration(1907–1922)
La première tentative de ration individuelle destinée aux soldats sur le champ de bataille a été l’Iron Ration, en 1907. Elle se composait de 3 onces de gâteaux (faits à partir d'un mélange de poudre de bouillon de bœuf et de grain grillé et cuit avec du blé), trois barres d'une once de chocolat sucré, et de paquets de sel et de poivre. Cette ration était livrée dans une boîte en étain scellée pesant une livre. Elle a été conçue pour une utilisation en situation d'urgence, lorsque les troupes ne pouvaient être ravitaillées. Elle a ensuite été abandonnée au profit de la Reserve Ration, mais des enseignements en ont été tirés lors de la mise au point de la ration d'urgence, la ration D.

#### Trench Ration(1917–1918)
Cette ration a été mise au point au début de la guerre pour résoudre un problème : les soldats qui se battaient en première ligne devaient recevoir leurs rations quotidiennes, mais les aliments cuits, préparés dans les cantines du champ de bataille, étaient parfois pollués par des attaques au gaz. La solution a été trouvée avec la ration de tranchée. Il y avait une variété de viandes et de poissons en conserve (corned-beef, saumon, sardines, etc.) qui étaient achetés dans le commerce et scellés dans une boîte de conserve. Mais elle était encombrante et lourde et, de plus, les soldats ont commencé à se lasser d’un menu limité, si bien qu'elle a bientôt été remplacée par la Reserve Ration.

#### Reserve Ration(1917–1937)
La ration de réserve a été créée au cours de la dernière partie de la Première Guerre mondiale pour nourrir les troupes qui étaient loin d'une cuisine de garnison ou de champ de bataille. Elle se composait initialement de 12 onces de lard frais ou d'une livre de viande en conserve connue sous le nom de Meat Ration - en général, du corned-beef. Elle incluait également deux boîtes de 8 onces de pain dur ou de biscuits de mer, un paquet de 1,16 once de café prémoulu, un paquet de 2,4 onces de sucre en poudre, et un paquet de 0,16 once de sel. Il y avait aussi une « ration de tabac » distincte, incluant 0,4 once de tabac et 10 feuilles de papier à cigarette, remplacée plus tard par des cigarettes roulées à la machine.
Après la guerre, il y a eu des tentatives pour améliorer la ration grâce au retour d'expérience du terrain. En 1922, la Meat Ration a été modifiée, en y incluant une livre de viande (généralement une combinaison de viande de bœuf séchée et corned-beef en boîte). Ceci a été complété par du chocolat, 14 onces de pain dur ou de biscuits de mer, du café et du sucre. En 1925, la Meat Ration a encore été modifiée ; la viande séchée a été supprimée au profit de porc et de haricots en conserve, et la quantité de pain réduite. La quantité de corned-beef a également été réduite (bien que l'ancienne ration ait continué à être produite). En 1936, les personnes responsables des menus ont tenté d'introduire plus de variété en élaborant une Meat Ration alternative consistant en un « menu A » (corned-beef en conserve) et un « menu B » (porc et haricots en conserve). Les rations de combat ou de réserve ont été annulées après avoir été remplacées en 1938 par la ration de combat de type C.

### Rations durant la Seconde Guerre mondiale
Après 1918, les rations de l'armée ont subi plusieurs révisions, pour aboutir finalement aux :
- Ration A : ration de garnison. Préparée en cuisine.
- Ration B : ration de terrain. Préparée en cuisine ; diffère de la ration A du fait qu'elle n'inclut pas de produits frais.
- Ration C : ration individuelle, composée de boîtes de conserves et aliments non préparés en cuisine.
- Ration K : ration individuelle. Ration de combat, composée du strict minimum (notamment de corned-beef).
- Ration D : ration d'urgence, composée de barres chocolatées et d'autres aliments afin d'obtenir un fort apport calorique.

Les « rations A » étaient généralement composées de viande et de produits pouvant être obtenus localement. Il pouvait y avoir de grandes différences d'un théâtre d'opérations à l'autre. Les « rations B » étaient généralement utilisées quand les possibilités de réfrigération étaient insuffisantes pour conserver les « rations A » périssables. La composition de la « ration D » n'a pas beaucoup changé pendant toute la guerre, mais la « ration C » a connu plusieurs déclinaisons.

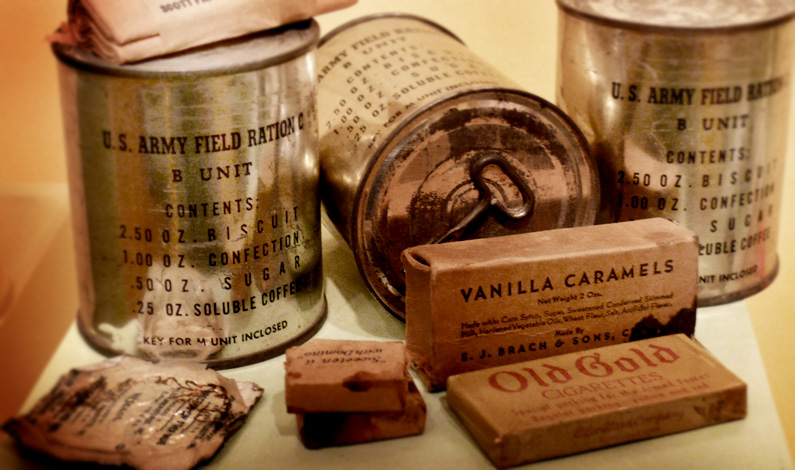
Des rations C.

Les rations A et B ont été seulement servies dans des bases ou des camps établis dans les zones arrière car elles nécessitaient une cuisson. Les « rations C », pouvant être consommés chaudes ou froides et ne nécessitant pas de préparation spéciale ou de stockage, pouvaient être servies presque partout.
Pendant la guerre, une nouvelle ration destinée aux troupes d'assaut, la « ration K » à 2 830 calories, a été développée. Les « rations K » étaient initialement destinées à être utilisées pendant une courte durée (2-3 jours), mais pour des raisons de coût et, plus tard, de standardisation, on est arrivé à une utilisation excessive, ce qui contribua, dans certains cas à des carences en vitamines et à de la malnutrition. 
Il existe un certain nombre d'autres rations à usage spécifique :
- ration de type X ;
- ration 5-in-1 (ration 5-en-1) ;
- ration 10-in-1 (ration 10-en-1) ;
- Mountain ration : 4 800 calories, arrêtée en 1943 ;
- Jungle ration : 4 000 calories, arrêtée en 1943 ;
- Assault Lunch, composé de barre chocolatées, de caramels, de fruits secs, de chewing-gum, de cacahuètes, de barres salées, de cigarettes, d'allumettes, et de purificateurs d'eau ; un total de 1 500 à 2 000 calories - disparue depuis 1947 ;
- Assault ration, sur le théâtre du Pacifique : 28 assortiments de bonbons, chewing-gum, cigarettes et barres chocolatées au beurre de cacahuète[2] ;
- Aircrew Lunch ;
- AAF Combat Lunch ;
- Parachute Emergency Ration ;
- Liferaft Ration ;
- Airborne Lifeboat Ration.

### Après la Seconde Guerre mondiale
Certaines de ces rations spécialisées ont été abandonnées pendant la guerre pour des raisons de coût, ce qui a obligé les commandants à adopter des rations normalisées à leur place. Les « rations K et D » ont été déclarées obsolètes après la Seconde Guerre mondiale, mais des rations en conserve ressemblant à la « ration C » (plus tard, le MCI) ont perduré jusqu'en 1983, où elles ont été remplacées par le repas prêt-à-manger MRE
Les « rations A et B » sont encore utilisées aujourd'hui, en 2010.

### Vietnam
En 1965, lors de la guerre du Viêt Nam, la ration alimentaire était critiquée en raison de sa forte teneur en sucre. On a suggéré de bombarder le Vietminh avec les rations alimentaires des Américains — sucre, bonbons et Coca-Cola. Ces aliments leur auraient été plus dommageables que les bombes.

## De nos jours

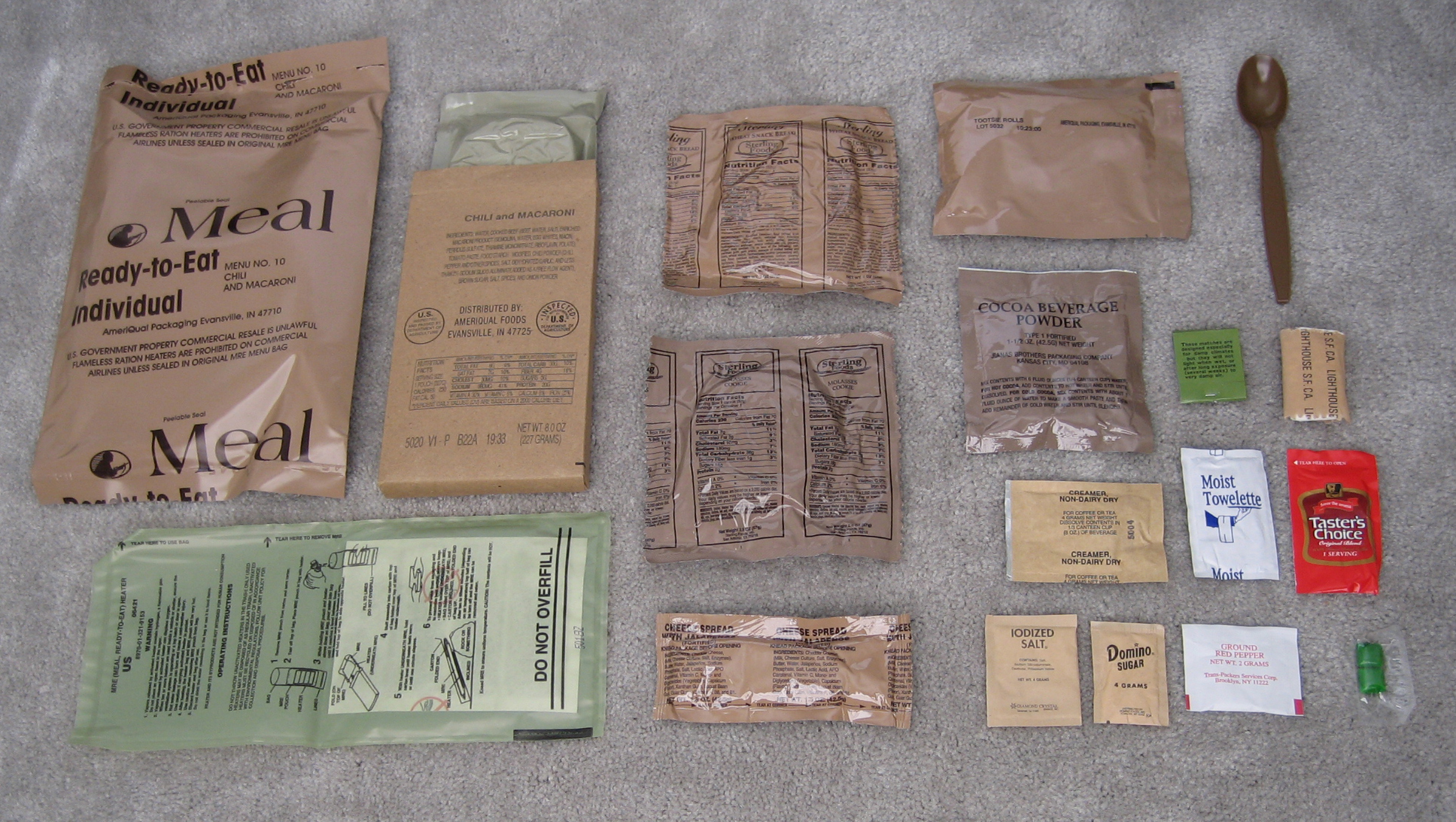
Une des rations MRE (Meal Ready to Eat) en 2005 :
- Chili con carne et macaroni
- Pain de blé
- Cookie de mélasse
- Fromage et jalapeno à tartiner
- Rouleaux Tootsie
- Sel
- Sucre
- Poudre de boisson de cacao
- Café
- Poivron rouge
- Gomme
- Lingettes humides
- Serviette en papier
- Allumettes
- Cuillère

En 2010, il existe plusieurs types de rations militaires américaines. Si elles sont énergétiques, leur goût laisse parfois à désirer ; en Afghanistan, une ration de l'armée française pouvait s'échanger contre cinq rations MRE américaines.
Les rations standards sont des Meal Ready to Eat (MRE). Leur masse varie, selon les 24 menus disponibles, de 650 à 900 grammes. Le colis, d’une longueur de 24 cm, d’une largeur de 14,5 cm et d’une hauteur de 6,5 cm environ, est emballé dans un solide sachet en plastique étanche.
La valeur énergétique est de 1 250 kcal (13 % de protéine, 36 % de graisses, 51 % de sucres).
Les unités de combat ont depuis 2007 de nouvelles rations appelées First Strike Rations. Il s'agit de l'équivalent de trois MRE en plus compact couvrant les trois repas de la journée. Moins caloriques que les MRE et se mangeant froides, elles ne nécessitent pas d'eau — hors boissons en poudre — et apportent 2 900 kilocalories par jour.
Une variante des rations militaires américaines à destination des civils lors de crises humanitaires, la Humanitarian daily ration (HDR), a aussi été mise en service à partir des années 1990.